# Мајами Спрингс (Флорида)
Мајами Спрингс (енгл. Miami Springs) град је у америчкој савезној држави Флорида. По попису становништва из 2010. у њему је живело 13.809 становника.

## Демографија
Према попису становништва из 2010. у граду је живело 13.809 становника, што је 97 (0,7%) становника више него 2000. године.
| Група             | 2000.         | 2010.         |
| Белци             | 5.073 (37,0%) | 3.630 (26,3%) |
| Афроамериканци    | 280 (2,0%)    | 220 (1,6%)    |
| Азијати           | 163 (1,2%)    | 170 (1,2%)    |
| Хиспаноамериканци | 8.173 (59,6%) | 9.826 (71,2%) |
| Укупно            | 13.712        | 13.809        |